# Crevedia (gmina)
Crevedia – gmina w południowej Rumunii, w okręgu Dymbowica.
W skład gminy wchodzi 5 miejscowości: Cocani, Crevedia, Dârza, Mănăstirea i Samurcași. Według stanu na rok 2011 liczyła 7750 mieszkańców, zaś w roku 2021 jej liczebność wynosiła 6617 mieszkańców.